# Nossa Senhora da Oliveira
Nossa Senhora da Oliveira és un antic monestir al nucli antic de Guimarães, Portugal.

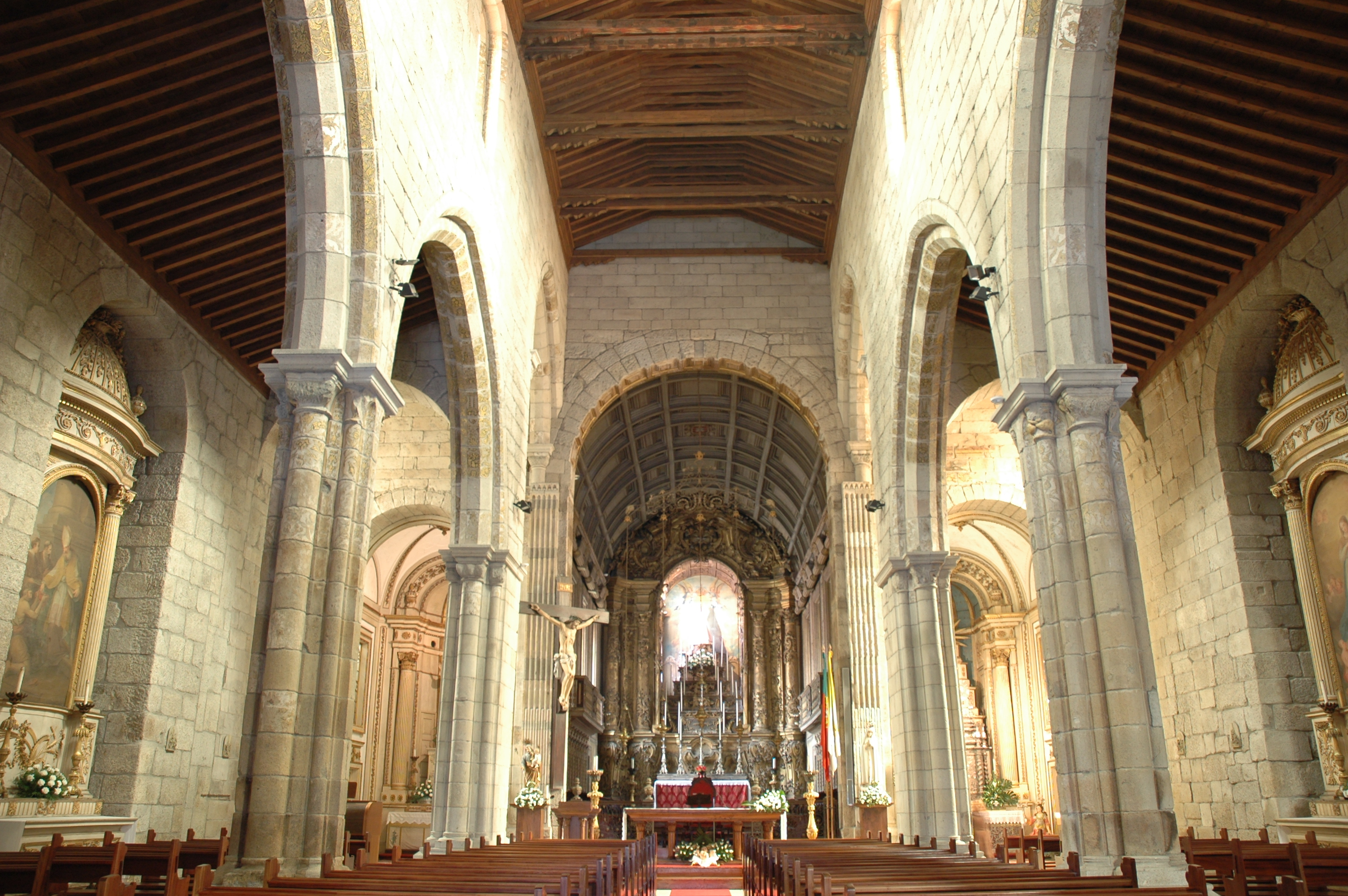
interior

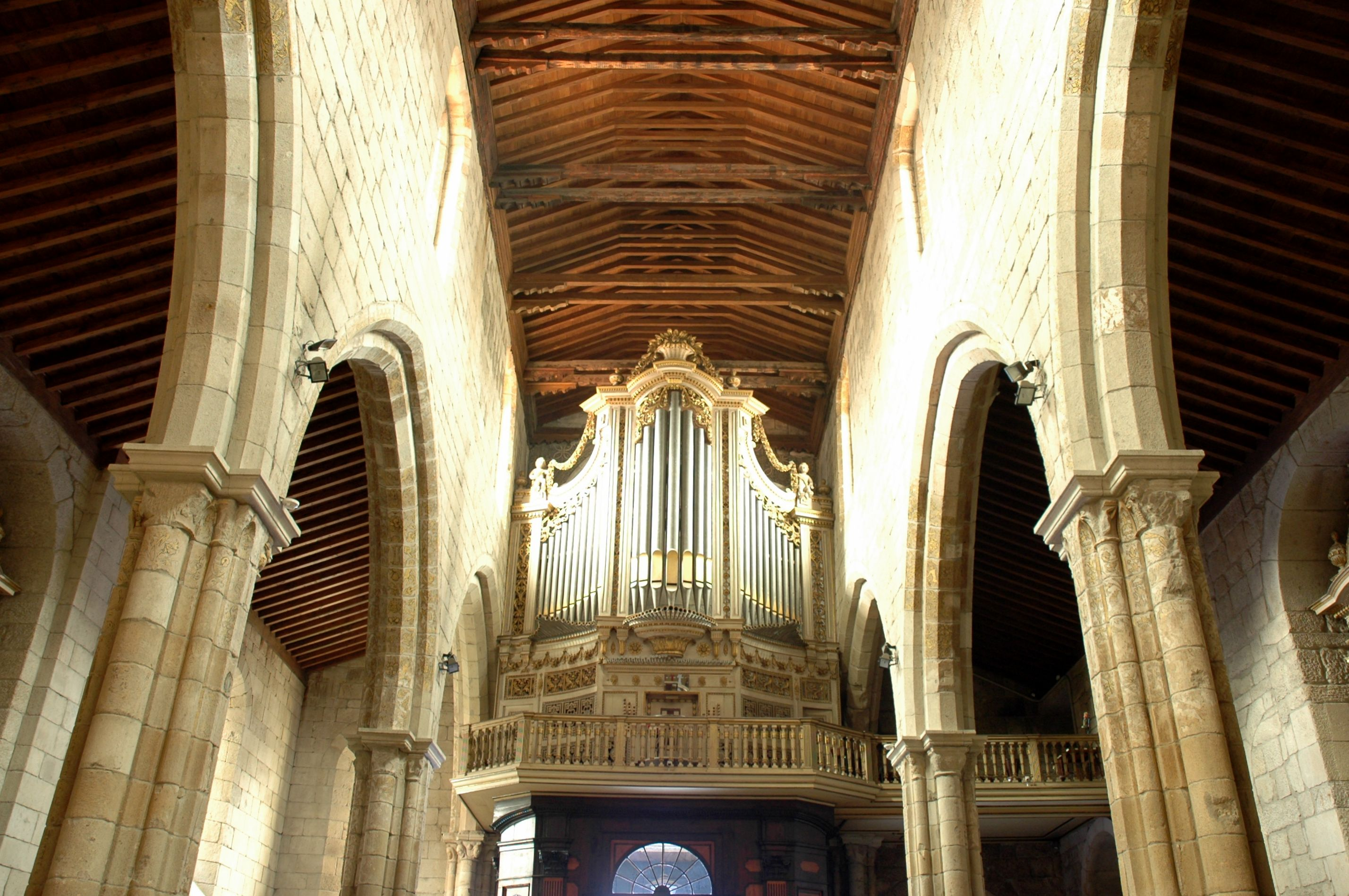
Orgue

Fundat per Alfons Henriques, l'església fou restaurada per Joan I en agraïment a la Verge per la seva victòria a la batalla d'Aljubarrota. La torre manuelina és del 1515.
Davant la porta principal hi trobem el Padrão do Salado, un petit temple gòtic del segle xiv amb quatre arcs ogivals que allotjen una creu. Explica la llegenda que una olivera fou trasplantada a aquest lloc per alimentar la làmpada de l'altar amb el seu oli, però es va pansir. El 1342, el comerciant Pedro Esteves hi va posar un creu sobre l'arbre que tot seguit va reverdejar.
Va ser modernitzada en nombroses ocasions pel que el seu estil és una mica indefinit. Destaca un imponent campanar del segle xiii. L'interior és força nu.